# توروو، گمینا پکوو
توروو، گمینا پکوو (به لاتین: Turów, Gmina Pęcław) یک منطقهٔ مسکونی در لهستان است که در Gmina Pęcław واقع شده‌است.